# Andrew Agnew, 9. Baronet
Sir Andrew Noel Agnew, 9. Baronet DL JP (* 14. August 1850 auf Exton Hall, Rutland; † 14. Juli 1928) war ein britischer Politiker.

## Leben
Agnew wurde 1850 als viertes von dreizehn Kindern und ältester Sohn von Andrew Agnew, 8. Baronet und dessen Ehefrau Mary Arabella Louisa Noel geboren. Er besuchte die Harrow School und studierte dann Rechtswissenschaften am Trinity College der Universität Cambridge. 1871 erwarb er einen Bachelorabschluss und wurde 1874 in den Inner Temple aufgenommen. Im selben Jahr erhielt er seine Zulassung als Barrister. Am 15. Oktober 1889 ehelichte Agnew in London Gertrude Vernon. Beim Tod seines Vaters am 25. März 1892 erbte er dessen Titel Baronet, of Lochnaw Castle in the County of Wigtown. Im folgenden Jahr wurde Agnew als Vize Lord Lieutenant von Wigtownshire eingesetzt. Des Weiteren war er Deputy Lieutenant und JP für Wigtownshire. Agnew war Mitglied der Royal Company of Archers, der königlichen Leibwache in Schottland. Er starb 1928. Da seine Ehe kinderlos blieb, fiel sein Adelstitel bei seinem Tod an seinen Neffen Fulque Agnew (1900–1975) als 10. Baronet.

## Politischer Werdegang
Bei den Unterhauswahlen 1900 trat Agnew erstmals zu Wahlen auf nationaler Ebene an. Er bewarb sich für die Liberalen Unionisten um das Mandat des Wahlkreises Edinburgh South und trat damit gegen den Liberalen Arthur Dewar an, welcher den Wahlkreis seit den Nachwahlen im vorangegangenen Jahr im britischen Unterhaus vertrat. Am Wahltag setzte sich Agnew mit einer Differenz von nur 111 Stimmen gegen Dewar durch und zog erstmals in das House of Commons ein.
Bei den folgenden Unterhauswahlen 1906 bewarb sich Agnew um keine weitere Amtszeit und schied aus dem Parlament aus. Der Parlamentssitz ging ein zweites Mal an Arthur Dewar.